# 경이로운 소문 2: 카운터 펀치
《경이로운 소문 2: 카운터 펀치》는 2023년 7월 29일부터 2023년 9월 3일까지 방영된 tvN 토일 드라마다.

## 프로그램 소개
더 강해진 악귀 사냥꾼 카운터들이 더 악해진 지상의 악귀들을 물리치는 통쾌하고 땀내 나는 악귀 타파 히어로 드라마

## 제작진

### 제작사
- 베티앤크레이터스 (BETTY & Creators)

### 제작
- 박지영

### 극본
- 김새봄 : OCN 토일 미니시리즈 《경이로운 소문》(14 ~ 16회 집필), 영화 《이빨 두 개》(각본), 영화 《시선 너머》(각본), 영화 《순정 만화》(각본) 집필

### 연출
- 유선동 : 영화 《Funking Finger》(감독), 영화 《샌드위치》(감독, 제작, 편집), 영화 《리피트 & 리미트》(주연), 영화 《VS》(미술, 편집, 감독, 각본, 제작), 영화 《아라한 장풍대작전》(각본), 영화 《미스터 주부퀴즈왕》(각본&감독), 영화 《고사 두 번째 이야기: 교생실습》(각색, 감독), 드라마 《뱀파이어 검사 2》(연출), 영화 《내 심장을 쏴라》(각본), 영화 《무수단》(각색), 영화 《0.0MHz》(각본, 감독), OCN 《경이로운 소문》(13회 집필·연출) 연출·집필

## 등장인물
- (†) 표시는 드라마 상에서 최종적으로 사망한 인물이다.

### 카운터
- 조병규 : 소문 역 - "아이 캔 두잇, 위 캔 두잇! 전 악귀도 잡고 우리 모두도 지킬 거예요!"

'땅'을 부르는 능력을 갖춘, 매 순간 그 한계를 뛰어넘는 그야말로 경이로운 카운터.
- 유준상 : 가모탁 역 - "어차피 투잡 뛰는 거.. 제대로 보여주마, 가모탁의 남다른 재질을."

악귀 지청신 소환 이후, 형사로 복귀한 모탁. 죽은 정영의 옛연인.
- 김세정 : 도하나 역 - "개새끼라 사람 소리는 못 들어? 그럼 뚫어줄게"

웃을 땐 피식- 슬플 땐 숨어서- 감정을 들키면 발끈. 표정과 말투만으로도 '접근 금지' 네 글자가 보이는- 시크한 매력의 도하나. 도휘의 첫사랑.
- 염혜란 : 추매옥 역 - "걱정하지 마.. 우리가 반드시 구할 거니까.. 모두를 다시 만날 날이.. 반드시 있을 거야. 약속할게, 내가."

카운터로서의 지난 10년의 삶은 만만치 않았다.
- 안석환 : 최장물 역 - "기대해라.. 나 최장물이 맘 단디 먹고 준비했다.. 언놈의 악귀도 이 최장물이 장비빨엔 못 당한다 안했나!"

여전히 카운터들의 든든한 재정적 지원을 담당하고 있는 장물 회장.
- 유인수 : 나적봉 역 - "할게유, 카운트(터)! 최고의 카운트가 되도록, 살신성인, 결자해지의 자세로다가 열심히 해볼게유!"

키우는 소를 돌보는 것으로 아침을 시작- 농촌 발전을 위해 지극정성인 영농의 미래, 시골 청년 나적봉. 그의 현재 최대 관심사는 늙은 아버지의 소원대로 백년해로할 짝을 구하는 것!

### 주요 악귀
- 강기영 : 필광 역 (†) - "확실히 다르구나, 넌.. 날 설레게 해.."

중국 카운터들을 죽이면서 갖게 된- 강력한 염력을 소유한 3단계 악귀. 일명 황선생. 겔리의 前 연인.마주석의 아내를
죽인것이 자신이라고 마주석을 도발한뒤
방송국에 찾아온 마주석에게 목을 잡힌뒤
목을 꺾어버렸고,결국 사망했다.
- 김히어라 : 겔리 역 (†) - "날 잡아? 니년 뼛속까지 읽어주마.."

스피드가 특기인 3단계 악귀. 필광의 前연인.하나의 의해 소환당했으며,경찰차를
타고 가던중 필광의 의해 목이 졸려 결국
사망했다.
- 김현욱 : 웡 역 (†) - "남을 도와주면요, 그렇게 끔찍하게 죽는 거예요.."

섬뜩한 웃음을 가진 해맑은 싸이코패스.
모탁과 매옥의 의해 소환당했다.그러고 7회에 본체 모습으로 다시 등장한다 겔리 의해 사망했다.

### 마주석 주변 인물
- 진선규 : 마주석 역 - "내 죗값은..혹시 혹시 혹시라도 죽음으로 갚겠소.."

- 홍지희 : 이민지 역 (†) - 주석의 아내, 정애의 며느리.필광 의해 사망

- 성병숙 : 신정애 역 (주석 母) - 주석과 민지가 있던 보육원 원장 출신, 민지의 시어머니.

### 융인
- 문숙 : 위겐 역 - 소문의 파트너

- 이찬형 : 수호 역 - 추매옥의 아들이자 파트너

- 김소라 : 기란 역 - 모탁의 파트너

- 권덕인 : 우식 역 - 하나의 파트너

- 최광제 : 종국 역 - 적봉의 파트너

### 카운터 주변 인물
- 서벽준 : 도휘 역 - 하나의 첫사랑, 피아노 학원 선생님.

- 이경민 : 한울 역 - 현 모탁의 파트너 형사이자, 전 모탁의 연인이었던 정영 형사의 후임.

- David Lee : 파파 역 (†) - 인자한 인상과 중후한 카리스마를 가진 베테랑 카운터

- 미상 : 소여사 역 (†) - 치유능력을 가진 중국 카운터다

- 윤주상 : 하석구 역 - 소문의 외할아버지, 치매에 걸린 소문의 외할머니를 케어한다.

- 이주실 : 장춘옥 역 - 소문의 외할머니, 딸과 사위의 사고 이후 얻게 된 충격으로 치매를 앓고 있다.

- 김은수 : 김웅민 역 - 소문의 절친, 소문, 주연과 어린 시절부터 함께한 3인방 중 하나. 재수생.

- 이지원 : 임주연 역 - 소문의 절친, 소문에게 가족과도 같은 친구.

- 미상 : 준희 역 - 엄마와 함께 도박 중독 아버지의 폭력에 시달리는 10살 아이

### 백두기획건설
- 박정복 : 박프로(박성욱) 역 (†) - 필광의 지시에 따라 백두기획건설 사기 사건을 이끈- 사기꾼 집단의 핵심 멤버

- 정택현 : 재열 역 - 카운터가 된 매옥이 처음으로 구해냈던 고딩

### 특별 출연
- 이홍내 : 지청신(†) (1회),(9회)

- 허동원 : 1회

- 엄지윤 : 2회

## 시청률
최저 시청률과 최고 시청률은 시청률 조사회사와 지역별로 시청률에 차이가 있을 수 있습니다.
| 2023년 | 2023년   | 2023년         | 2023년       | 2023년 |
| 회차   | 방송일   | 닐슨 시청률    | 닐슨 시청률  |        |
| 회차   | 방송일   | 대한민국(전국) | 서울(수도권) |        |
| ------ | -------- | -------------- | ------------ | ------ |
| 제1회  | 7월 29일 | 3.949%         | 3.948%       |        |
| 제2회  | 7월 30일 | 5.446%         | 5.529%       |        |
| 제3회  | 8월 5일  | 4.752%         | 5.259%       |        |
| 제4회  | 8월 6일  | 4.790%         | 4.961%       |        |
| 제5회  | 8월 12일 | 4.135%         | 3.916%       |        |
| 제6회  | 8월 13일 | 4.339%         | 4.530%       |        |
| 제7회  | 8월 19일 | 3.841%         | 3.883%       |        |
| 제8회  | 8월 20일 | 4.417%         | 4.363%       |        |
| 제9회  | 8월 26일 | 3.929%         | 3.878%       |        |
| 제10회 | 8월 27일 | 4.901%         | 4.772%       |        |
| 제11회 | 9월 2일  | 3.749%         | 3.735%       |        |
| 제12회 | 9월 3일  | 6.065%         | 6.440%       |        |

## 참고 사항
- 유준상, 유인수는 tvN 토일 드라마 《환혼 빛과 그림자》 이후 6개월 만에 재회하여 캐스팅 되었다.
- 진선규, 이홍내는 영화 《카운트》 이후 1개월 만에 재회하여 캐스팅 되었다.
- 진선규, 허동원은 디즈니+ 《카지노》 이후 2개월 만에 재회하여 캐스팅 되었다.
- 이홍내, 허동원은 영화 《유체이탈자》 이후 3개월 만에 재회하여 캐스팅 되었다.

## 같이 보기
- 경이로운 소문 시리즈

- 경이로운 소문